# Santi Martiri dell'Uganda a Poggio Ameno (titolo cardinalizio)
Santi Martiri dell'Uganda a Poggio Ameno (in latino: Titulus Sanctorum Martyrum Ugandensium) è un titolo cardinalizio istituito da papa Giovanni Paolo II nel concistoro del 28 giugno 1988. Il titolo insiste sulla chiesa dei Santi Martiri dell'Uganda, sita nella quartiere Ardeatino e sede parrocchiale dal 4 settembre 1970.
Dal 27 agosto 2022 il titolare è il cardinale Peter Ebere Okpaleke, vescovo di Ekwulobia.

## Titolari
- Christian Wiyghan Tumi † (28 giugno 1988 - 3 aprile 2021 deceduto)
- Peter Ebere Okpaleke, dal 27 agosto 2022